# Guillaume de Brienne
Guillaume de Brienne, né vers 1168 et mort en 1199, est un seigneur de Pacy-sur-Armançon. Il est le fils d'Érard II, comte de Brienne, et d'Agnès de Montbéliard.

## Biographie
Il épouse vers 1188 Eustachie de Courtenay, fille de Pierre de France, seigneur de Courtenay, et d'Elisabeth de Courtenay dont deux enfants :
- André de Brienne († vers 1215) ;
- Helvise de Brienne qui épousa le Vicomte Jean de Saint Florentin.

En 1196, Pierre II de Courtenay, Comte d'Auxerre, d'un naturel violent et prenant facilement les armes, ayant besoin d'argent, aurait tenté de se servir sur les terres de ses vassaux.
Guillaume, qui était son beau-frère, se rebella contre lui et, à la tête d'une armée de Champenois, à laquelle on pouvait compter ses frères, parcourut toutes les terres de Pierre et ruina plusieurs de ses places de la vallée de la Cure, dont des villages dépendant de l'abbaye de la Madeleine. Il assiégea ensuite Vezelay, mais sans réussir à prendre la place, se contentant de brûler les villages alentour, dont Précy sous Pierre-Perthuis, Foissy, Asquins, Versigny, Varigny et Blannay. Pierre fut alors contraint à la paix et dut renoncer à ses projets belliqueux.
Finalement, en 1199, ils étaient réconciliés, car lors de la donation que Guillaume fit aux abbayes de Pontigny et de Quincy, il choisit, pour caution de la rente qu'il cédait, son beau-frère.
La date exacte du décès de Guillaume, qui s'est produite durant cette année 1199, n'est pas connue, mais à la fin de cette année son épouse Eustachie en confirmant la donation que son mari avait faite aux abbayes de Pontigny et de Quincy, précise qu'il était alors mourant.
Enfin, en octobre 1200, le Comte de Champagne Thibaut III de Champagne donne à l'abbaye Saint-Michel de Tonnerre la somme de 20 sous de rente pour le repos de l'âme de son cher et familier Guillaume de Brienne espérant racheter par ce moyen le repos de l’âme du défunt, qui de son vivant avait causé de grands dommages aux moines.